# (1730) Marceline
(1730) Marceline ist ein Asteroid des Hauptgürtels, der am 17. Oktober 1936 von der französischen Astronomin Marguerite Laugier in Nizza entdeckt wurde.
Der Asteroid wurde nach einer Heldin aus dem Roman L’Immoraliste von André Gide benannt.